# Facharzt für Neurologie
Facharzt für Neurologie, auch Neurologe/Neurologin, ist in Deutschland die offizielle Bezeichnung für einen Facharzt, der sich auf die ärztliche Tätigkeit im Gebiet Neurologie spezialisiert hat.

## Gebiet Neurologie
Das Gebiet Neurologie umfasst nach der Definition der deutschen Weiterbildungsordnung für Ärztinnen und Ärzte von 2018 die Vorbeugung, Erkennung, Behandlung und Rehabilitation der Erkrankungen des zentralen, peripheren und vegetativen Nervensystems einschließlich der Muskulatur.

## Facharzt-Weiterbildung
Um in Deutschland als Facharzt für Neurologie werden zu können, muss nach dem Abschluss eines Medizinstudiums und erteilter Approbation als Arzt eine mindestens fünfjährige Weiterbildung in Neurologie mit Erfolg absolviert worden sein. Die Berechtigung zur Führung einer Facharzt-,  oder Zusatzbezeichnung wird nach einer mündlichen Prüfung von der zuständigen Landesärztekammer erteilt.
Die Weiterbildung muss an zugelassenen Weiterbildungsstätten absolviert werden: mindestens
- 60 Monate Neurologie, davon müssen abgeleistet werden:
  - 6 Monate in der intensivmedizinischen Versorgung neurologischer Patienten
  - 12 Monate in Psychiatrie und Psychotherapie abgeleistet.

Bei der Anmeldung zur Weiterbildungsprüfung müssen der zuständigen Ärztekammer sämtliche Nachweise über die erfüllten Mindestanforderungen vorgelegt werden. Dazu gehören auch die Logbuch-Dokumentationen über alle durch die MWBO vorgegebenen Inhalte der Weiterbildung. Zur Weiterbildungsprüfung muss man darlegen, dass man über die entsprechenden Kenntnisse, Erfahrungen und Fertigkeiten im Fach verfügt.

### Inhalte der Weiterbildung
Zur Weiterbildungsprüfung muss dargelegt werden können, dass man Kenntnisse, Erfahrungen und Fertigkeiten unter anderem in folgenden Bereichen erlangt hat:
- Neurologische Notfälle
- Diagnostische Verfahren
- Neurologische Intensivmedizin
- Neuropsychologie
- Geriatrische Krankheitsbilder
- Neuro-Rehabilitation
- Schmerzbehandlung
- Erkrankungen der Hirnnerven und des Hirnstamms
- Vaskuläre Erkrankungen
- Vaskuläre Erkrankungen
- Autoimmunerkrankungen
- Metabolische Erkrankungen
- Tumorerkrankungen
- Traumatisch bedingte Erkrankungen des zentralen und peripheren Nervensystems
- Epileptische und andere anfallsartig auftretende Erkrankungen
- Schlafstörungen
- Erkrankungen des peripheren Nervensystems
- Neurodegenerative Erkrankungen
- Fachgebundene genetische Beratung
- Psychiatrie im Rotationsjahr[1]

Die Inhalte der Musterweiterbildungsordnung sind allerdings nur eine Empfehlung für die rechtsverbindlichen Weiterbildungsordnungen der Landesärztekammern, die hiervon abweichende Regelungen treffen können.

## Zusatz-Weiterbildungen
Fachärztinnen und -ärzte für Neurologie haben die Möglichkeit, sich durch Zusatz-Weiterbildung weiter zu qualifizieren. Hierzu gehören insbesondere die Zusatz-Weiterbildungen Geriatrie, Intensivmedizin, Medikamentöse Tumortherapie, und Schlafmedizin. Außerdem besteht die Möglichkeit der Qualifizierung in den Zusatz-Weiterbildungen, die Fachärzten der Gebiete der unmittelbaren Patientenversorgung vorbehalten sind.